# Nibylis siwy
Nibylis siwy, lis siwy, lis brazylijski (Lycalopex vetulus) – gatunek drapieżnego ssaka z podrodziny Caninae w obrębie rodziny psowatych (Canidae).  Gatunek niewielkiego psa o krótkim pysku i niewielkich zębach, występujący na terenie sawanny brazylijskiej. Okrywa włosowa szara z odcieniem żółci. Biologia mało znana. Pędzi nocny tryb życia. Poluje głównie na owady takie jak termity, koniki polne czy żuki, ale także na gryzonie i jaszczurki.

## Taksonomia
Gatunek po raz pierwszy zgodnie z zasadami nazewnictwa binominalnego nazwał w 1842 roku duński przyrodnik i paleontolog Peter Wilhelm Lund, umieszczając nowo opisany takson w rodzaju Canis i nadając mu epitet gatunkowy vetulus. Opis ukazał się w artykule zatytułowanym Dalsze uwagi dotyczące brazylijskiej kolekcji wymarłych zwierząt, opublikowanym w czasopiśmie „Det Kongelige Danske videnskabernes selskabs skrifter. Naturvidenskabelig og mathematisk afdeling”. Miejsce typowe to „Rio das Velhas Floral”, Lagoa Santa, Minas Gerais, Brazylia. Holotyp być może znajduje się w zbiorach Muzeum Zoologicznego przy Uniwersytecie Kopenhaskich.

### Etymologia
Nazwa rodzajowa: gr. λυκος lukos „wilk”; αλωπηξ alōpēx, αλωπεκος alōpekos „lis”. Epitet gatunkowy: vetulus „staruszek”, zdrobnienie od vetus, veteris „stary, starożytny”.

## Występowanie i środowisko
Lis siwy zamieszkuje wyżynne, trawiasto-drzewiaste obszary południowo-środkowej Brazylii. Występuje na terenie stanów: Mato Grosso i Minas Gerais. Preferuje wyżynne sawanny typu Llanos i Campos na obszarze Cerrado (ekosystem trawiasty na terenie Brazylii, Boliwii i Paragwaju).

## Wygląd
Lis siwy to nieduży psowaty o małych kłach i łamaczach i szerokich zębach trzonowych. Długość ciała dochodzi do 60 cm, ogona 30 cm, masa ciała 2–4 kg. Lis siwy charakteryzuje się krótkim, szpiczastym i czerwonym pyskiem oraz srebrzystą, szaro-białawą sierścią, z żółtymi nogami i czerwonymi nasadami uszu. Wzdłuż grzbietu biegnie ciemniejsza sierść zakończona czarnym ogonem. Górne części ciała szarawe, brzuch kremowy. Obwódka pyska i wewnętrzne części nóg jaśniejsze. Ciało wydłużone z puszystym ogonem. Słabe uzębienie lisa siwego jest przystosowane do spożywania pokarmu złożonego głównie z owadów.

## Zagrożenie i ochrona
W Czerwonej księdze gatunków zagrożonych Międzynarodowej Unii Ochrony Przyrody i Jej Zasobów został zaliczony do kategorii LC (niższego ryzyka) pod nazwą Pseudalopex vetulus.